# Sabino Altobello
Sabino Altobello (Lavello, 19 gennaio 1957) è un politico italiano, presidente della Provincia di Potenza dal 2004 al 2009, e sindaco di Lavello dal 2013 al 2023.

## Biografia
Sposato, tre figli, è stato consigliere e assessore comunale a Lavello, consigliere e assessore regionale in quota PDS-DS dal 1995 al 2000, rieletto per il secondo mandato è stato presidente del gruppo e componente della direzione regionale dei DS.
È stato eletto presidente della Provincia di Potenza nel turno elettorale del 2004 (elezioni del 12 e 13 giugno), raccogliendo il 67,4% dei voti in rappresentanza di una coalizione di centrosinistra.
È stato sostenuto, in consiglio provinciale, da una maggioranza costituita da Margherita, Democratici di Sinistra, Socialisti Democratici Italiani, UDEUR, Partito della Rifondazione Comunista, Verdi, Comunisti Italiani e Italia dei Valori. Il mandato amministrativo è scaduto nel 2009.
Il 27 maggio 2013 diventa sindaco di Lavello ed è riconfermato l'11 giugno 2018.